# Mezinárodní pohár ve fotbale 1948–1953
Mezinárodní pohár 1948–1953 byl 5. ročníkem středoevropské mezinárodní fotbalové soutěže a hrálo se od 21. dubna 1948 do 13. prosince 1953. Soutěže se zúčastnilo 5 národních týmů z Itálie, Československa, Rakouska, Maďarska a Švýcarska.

## Výsledky
| 21. duben 1948 | Maďarsko                                                     | 7 – 4  | Švýcarsko                                    | FTC Stadion, Budapešť                |  |  |
|                | Deák 36', 78' Puskás 1', 88' Gőcze 42' Egresi 74' Szusza 86' | Report | 5' Lusenti 30' Amadò 31' Maillard 87' Tamini | Diváci: 32.000 Rozhodčí: Karl Czerny |  |  |
|                |                                                              |        |                                              |                                      |  |  |

| 2. květen 1948 | Rakousko                                  | 3 – 2  | Maďarsko            | Praterstadion, Vídeň                    |  |  |
|                | Melchior 20' Wagner 67 (pen.)' Körner 84' | Report | 15' Szusza 48' Deák | Diváci: 57.000 Rozhodčí: Jaroslav Vlček |  |  |
|                |                                           |        |                     |                                         |  |  |

| 23. květen 1948 | Maďarsko            | 2 – 1  | Československo | FTC Stadion, Budapešť                     |  |  |
|                 | Egresi 16' Deák 73' | Report | 81' Schubert   | Diváci: 32.000 Rozhodčí: Marijan Matančić |  |  |
|                 |                     |        |                |                                           |  |  |

| 10. říjen 1948 | Švýcarsko       | 1 – 1  | Československo | Landhof-Stadium, Basilej                  |  |  |
|                | Friedländer 25' | Report | 66' Cejp       | Diváci: 22.000 Rozhodčí: Giuseppe Carpani |  |  |
|                |                 |        |                |                                           |  |  |

| 31. říjen 1948 | Československo               | 3 – 1  | Rakousko  | Tehelné pole, Bratislava               |  |  |
|                | Hemele 55', 66' Hlaváček 85' | Report | 15' Stroh | Diváci: 31.500 Rozhodčí: Árpád Kamarás |  |  |
|                |                              |        |           |                                        |  |  |

| 3. duben 1949 | Švýcarsko  | 1 – 2  | Rakousko         | Stade Olympique de la Pontaise, Lausanne |  |  |
|               | Bickel 88' | Report | 15', 81' Habitzl | Diváci: 32.000 Rozhodčí: Victor Sdez     |  |  |
|               |            |        |                  |                                          |  |  |

| 10. duben 1949 | Československo                                       | 5 – 2  | Maďarsko                     | Stadion Československé Armády, Praha           |  |  |
|                | Hlaváček 63', 66' Preis 43' Šimanský 56' Pažický 71' | Report | 61 (pen.)' Puskás 78' Szusza | Diváci: 55.000 Rozhodčí: Maksymilian Schneider |  |  |
|                |                                                      |        |                              |                                                |  |  |

| 8. květen 1949 | Maďarsko                                       | 6 – 1  | Rakousko     | Megyeri úti Stadioni, Budapešť          |  |  |
|                | Deák 2', 49' Puskás 32', 82 (pen.)' Kocsis 22' | Report | 79' Melchior | Diváci: 50.000 Rozhodčí: Jaroslav Vlček |  |  |
|                |                                                |        |              |                                         |  |  |

| 22. květen 1949 | Itálie                                | 3 – 1  | Rakousko  | Stadio Comunale, Florencie         |  |  |
|                 | Cappello 26' Amadei 42' Boniperti 43' | Report | 70' Huber | Diváci: 85.000 Rozhodčí: Jean Lutz |  |  |
|                 |                                       |        |           |                                    |  |  |

| 12. červen 1949 | Maďarsko | 1 – 1  | Itálie          | Megyeri úti Stadioni, Budapešť            |  |  |
|                 | Deák 29' | Report | 11' Carapellese | Diváci: 45.000 Rozhodčí: William H. Evans |  |  |
|                 |          |        |                 |                                           |  |  |

| 25. září 1949 | Rakousko                         | 3 – 1  | Československo | Praterstadion, Vídeň                      |  |  |
|               | Decker 33', 82 (pen.)' Huber 67' | Report | 52' Šimanský   | Diváci: 60.000 Rozhodčí: Giuseppe Carpani |  |  |
|               |                                  |        |                |                                           |  |  |

| 19. březen 1950 | Rakousko                                | 3 – 3  | Švýcarsko                        | Praterstadion, Vídeň                      |  |  |
|                 | Ocwirk 11' Körner 14' Decker 32 (pen.)' | Report | 41' Fatton 51' Tamini 86' Oberer | Diváci: 62.000 Rozhodčí: Giovanni Galeati |  |  |
|                 |                                         |        |                                  |                                           |  |  |

| 2. duben 1950 | Rakousko     | 1 – 0  | Itálie | Praterstadion, Vídeň                  |  |  |
|               | Melchior 52' | Report |        | Diváci: 63.000 Rozhodčí: Henry Pearce |  |  |
|               |              |        |        |                                       |  |  |

| 25. listopad 1951 | Švýcarsko | 1 – 1  | Itálie        | Stadio comunale di Cornaredo, Lugano  |  |  |
|                   | Riva 15'  | Report | 84' Boniperti | Diváci: 32.000 Rozhodčí: William Ling |  |  |
|                   |           |        |               |                                       |  |  |

| 20. září 1952 | Švýcarsko          | 2 – 4  | Maďarsko                                 | Wankdorfstadion, Bern                        |  |  |
|               | Hügi 5' Fatton 11' | Report | 36', 45' Puskás 56' Kocsis 74' Hidegkuti | Diváci: 30.000 Rozhodčí: Arthur Edward Ellis |  |  |
|               |                    |        |                                          |                                              |  |  |

| 28. prosinec 1952 | Itálie                            | 2 – 0  | Švýcarsko | La Favorita, Palermo                     |  |  |
|                   | Pandolfini 8 (pen.)' Frignani 72' | Report |           | Diváci: 32.000 Rozhodčí: Laurent Franken |  |  |
|                   |                                   |        |           |                                          |  |  |

| 26. duben 1953 | Československo   | 2 – 0  | Itálie | Letenský stadion, Praha                  |  |  |
|                | Pažický 79', 81' | Report |        | Diváci: 35.000 Rozhodčí: Laurent Franken |  |  |
|                |                  |        |        |                                          |  |  |

| 17. květen 1953 | Itálie | 0 – 3  | Maďarsko                      | Stadio dei Centomila, Řím                 |  |  |
|                 |        | Report | 63', 68' Puskás 41' Hidegkuti | Diváci: 80.000 Rozhodčí: William H. Evans |  |  |
|                 |        |        |                               |                                           |  |  |

| 20. září 1953 | Československo                                 | 5 – 0  | Švýcarsko | Stadion Československé Armády, Praha        |  |  |
|               | Trnka 59', 63' Pažický 38' Kraus 75' Hertl 86' | Report |           | Diváci: 48.000 Rozhodčí: Karel van der Meer |  |  |
|               |                                                |        |           |                                             |  |  |

| 13. prosinec 1953 | Itálie                                        | 3 – 0  | Československo | Stadio Luigi Ferraris, Janov           |  |  |
|                   | Cervato 23' Ricagni 27' Pandolfini 47 (pen.)' | Report |                | Diváci: 50.000 Rozhodčí: Henri Bauwens |  |  |
|                   |                                               |        |                |                                        |  |  |

## Tabulka
| Poř. | Tým            | Z | V | R | P | VG | OG | B  |
| ---- | -------------- | - | - | - | - | -- | -- | -- |
| 1.   | Maďarsko       | 8 | 5 | 1 | 2 | 27 | 17 | 11 |
| 2.   | Československo | 8 | 4 | 1 | 3 | 18 | 12 | 9  |
| 3.   | Rakousko       | 8 | 4 | 1 | 2 | 15 | 19 | 9  |
| 4.   | Itálie         | 8 | 3 | 2 | 3 | 10 | 9  | 8  |
| 5.   | Švýcarsko      | 8 | 0 | 3 | 5 | 12 | 25 | 3  |

## Střelecká listina
| P. | Nár      | Hráč          | Tým            | Branky |
| -- | -------- | ------------- | -------------- | ------ |
| 1. | Maďarsko | Ferenc Puskás | Maďarsko       | 10     |
| 2. | Maďarsko | Ferenc Deák   | Maďarsko       | 7      |
| 3. | Česko    | Emil Pažický  | Československo | 4      |